# استان موپتی
استان موپتی یکی از استان‌های کشور مالی است.
مرکز آن شهر موپتی است.
رودخانه نیجر از این استان می‌گذرد.

## تقسیمات
- Bandiagara Cercle
- Bankass Cercle
- Djenné Cercle
- Douentza Cercle
- Koro Cercle
- Mopti Cercle
- Tenenkou Cercle
- Youwarou Cercle